# Route nationale 13 (Norvège)
Pour les articles homonymes, voir Route nationale 13.
La route nationale 13 (en  norvégien : Riksvei 13, abrégé Rv13) est une route nationale en Norvège.

## Description
La route part de Stavanger dans le comté de Rogaland et se termine au village de Sogndalsfjøra dans le comté de Vestland. L'itinéraire est long de 449,9 kilomètres et s'étend du sud au nord à travers les comtés de Rogaland et de Vestland, en suivant un trajet plus intérieur que la route européenne 39.
Certaines parties de la route ont été classées routes touristiques nationales.
La route traverse plusieurs tunnels dont les plus longs sont le tunnel de Ryfylke (en), le tunnel d'Hundvåg (en), le tunnel de Tunsberg (en), le tunnel de Vallavik et le tunnel de Fresvik (en).
Le pont d'Hardanger a été achevé en 2013 et permet à la route nationale 13 de traverser le grand Hardangerfjord.
Depuis la construction du pont d'Hardanger, du tunnel de Jondal (en) et du tunnel de Mælefjell (en), la route nationale 13 entre Skare et Voss est de plus en plus utilisée par les voitures.
Certaines parties de la route dans cette zone sont si étroites que les véhicules lourds ne peuvent pas se croiser partout, ils doivent donc souvent faire marche arrière vers une partie plus large de la route pour pouvoir se croiser.
Avoir une remorque ou une caravane n'est pas conseillé dans ce tronçon.
La circulation croissante a rendu la conduite plus difficile, c'est pourquoi le gouvernement a décidé de reconstruire certaines des zones étroites entre Skare et le pont d'Hardanger avant 2035.

## Galerie

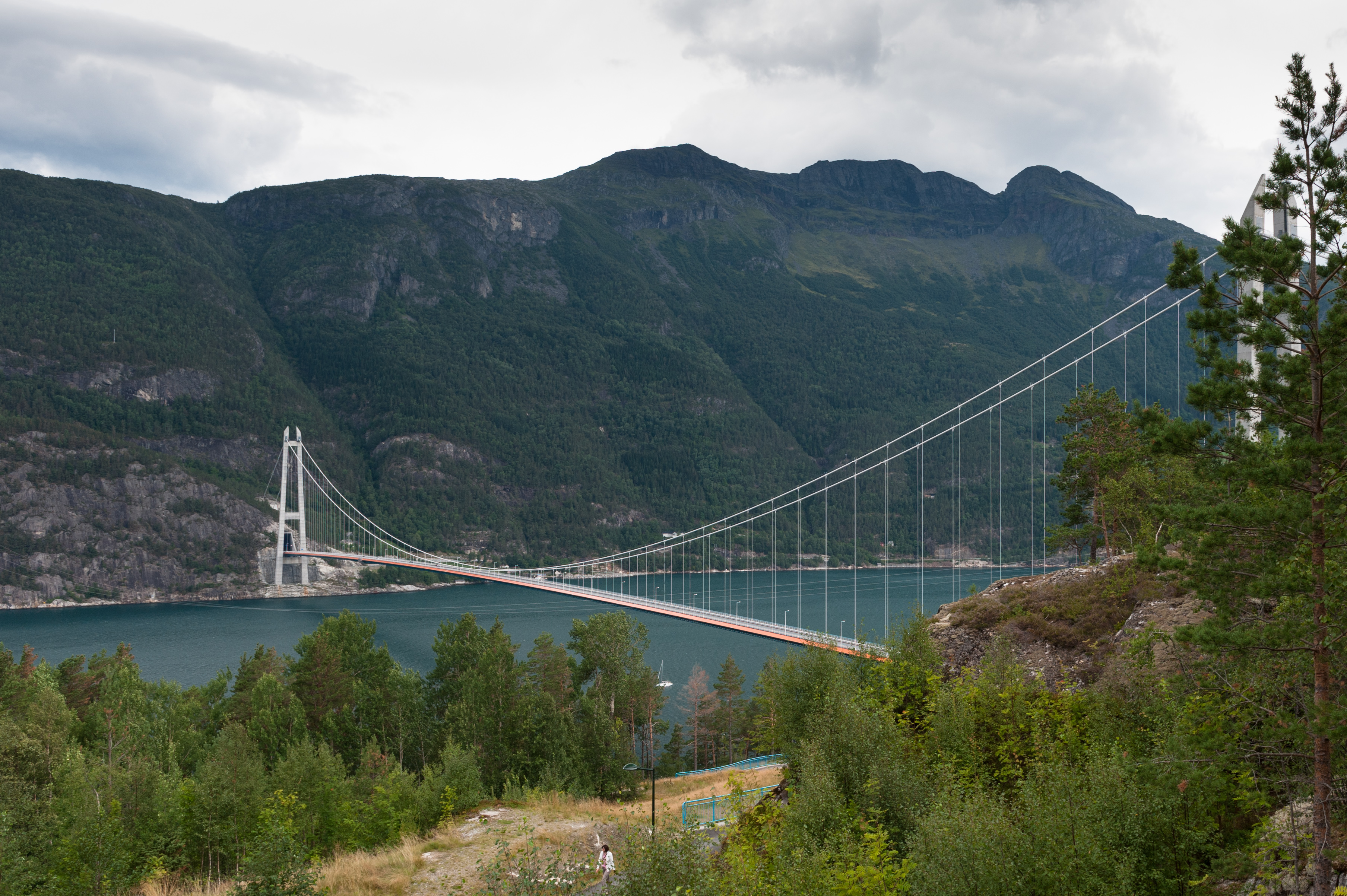
Le pont d'Hardanger.
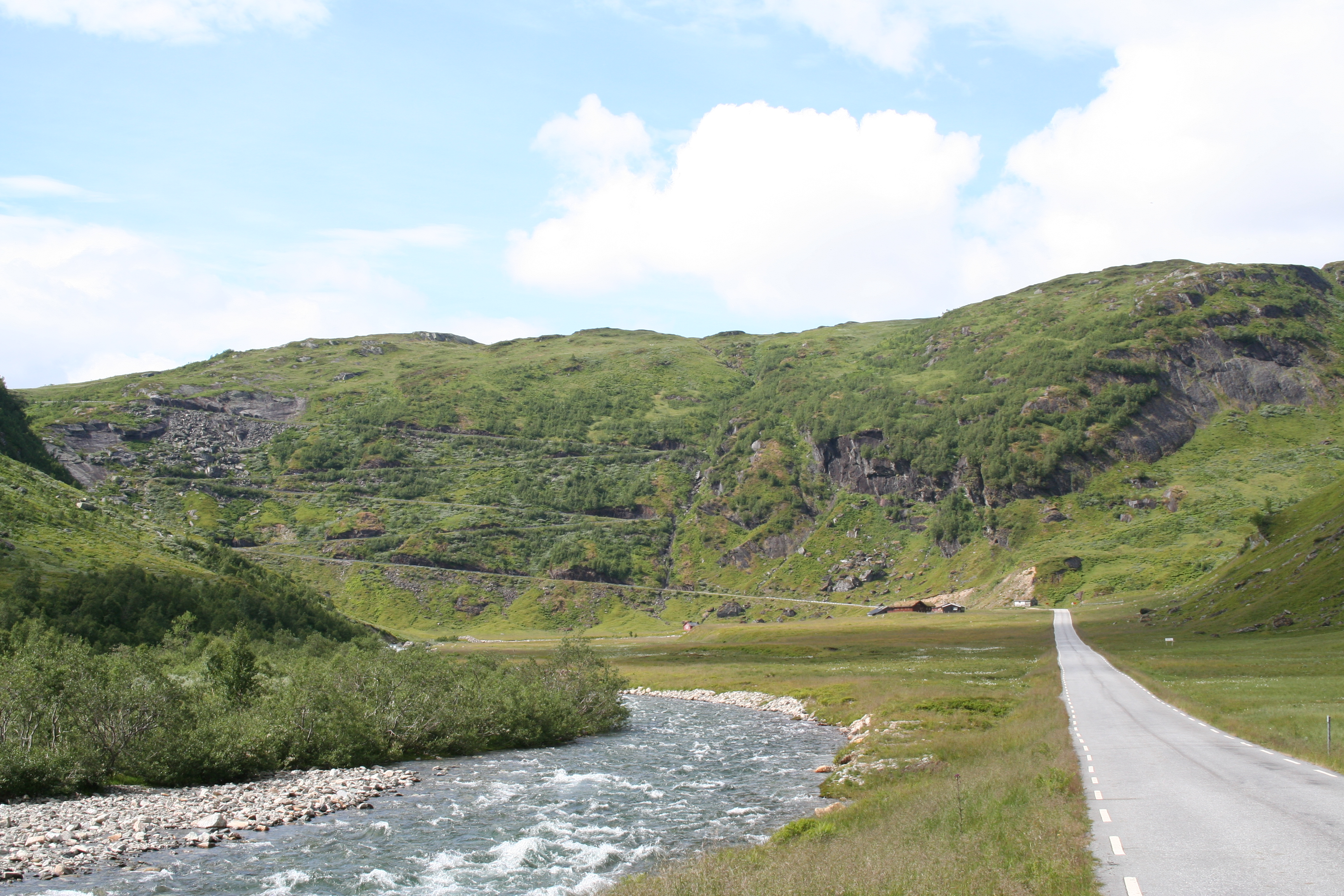
La route à Kvassdalen.
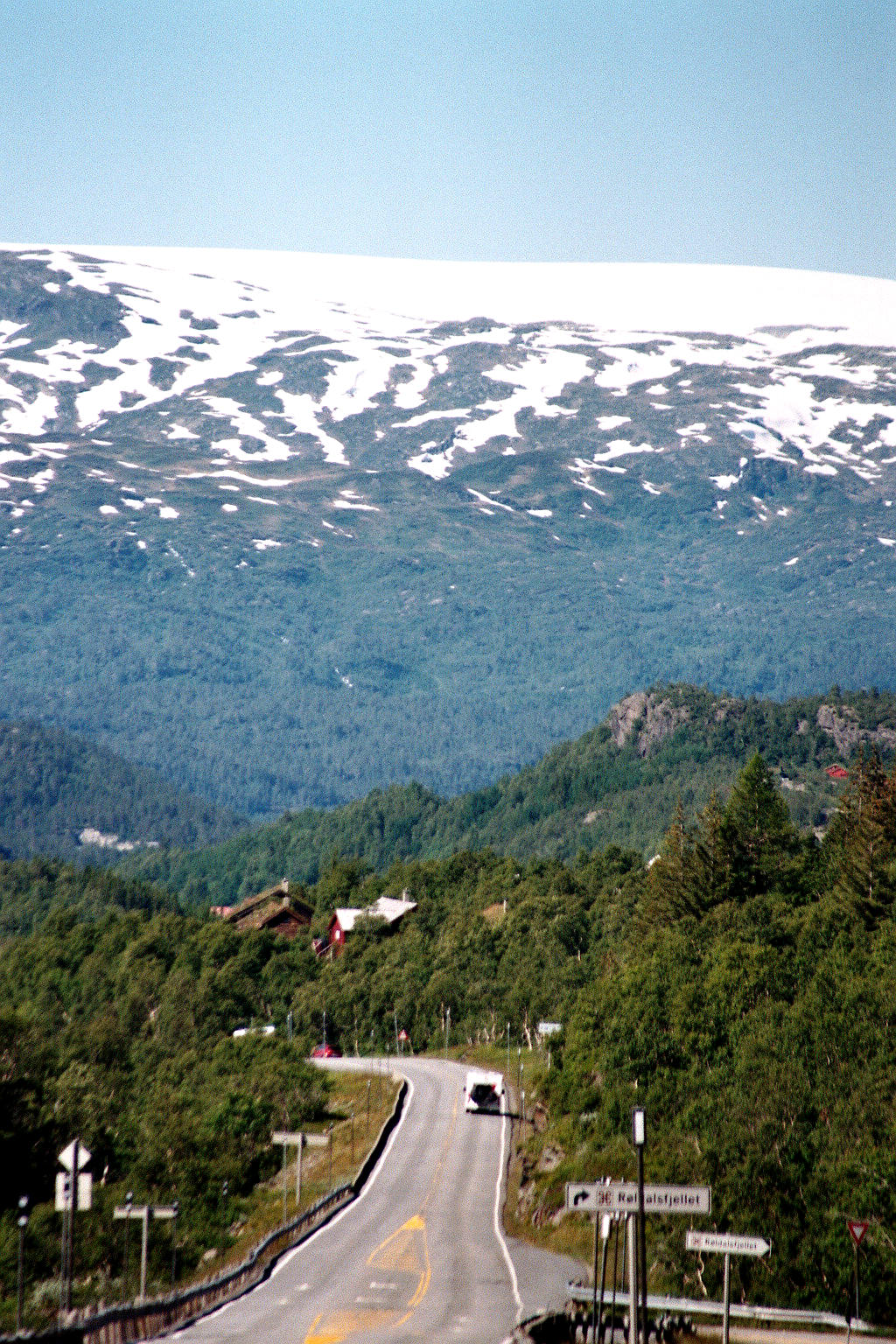
Le glacier Folgefonna et la route 13.
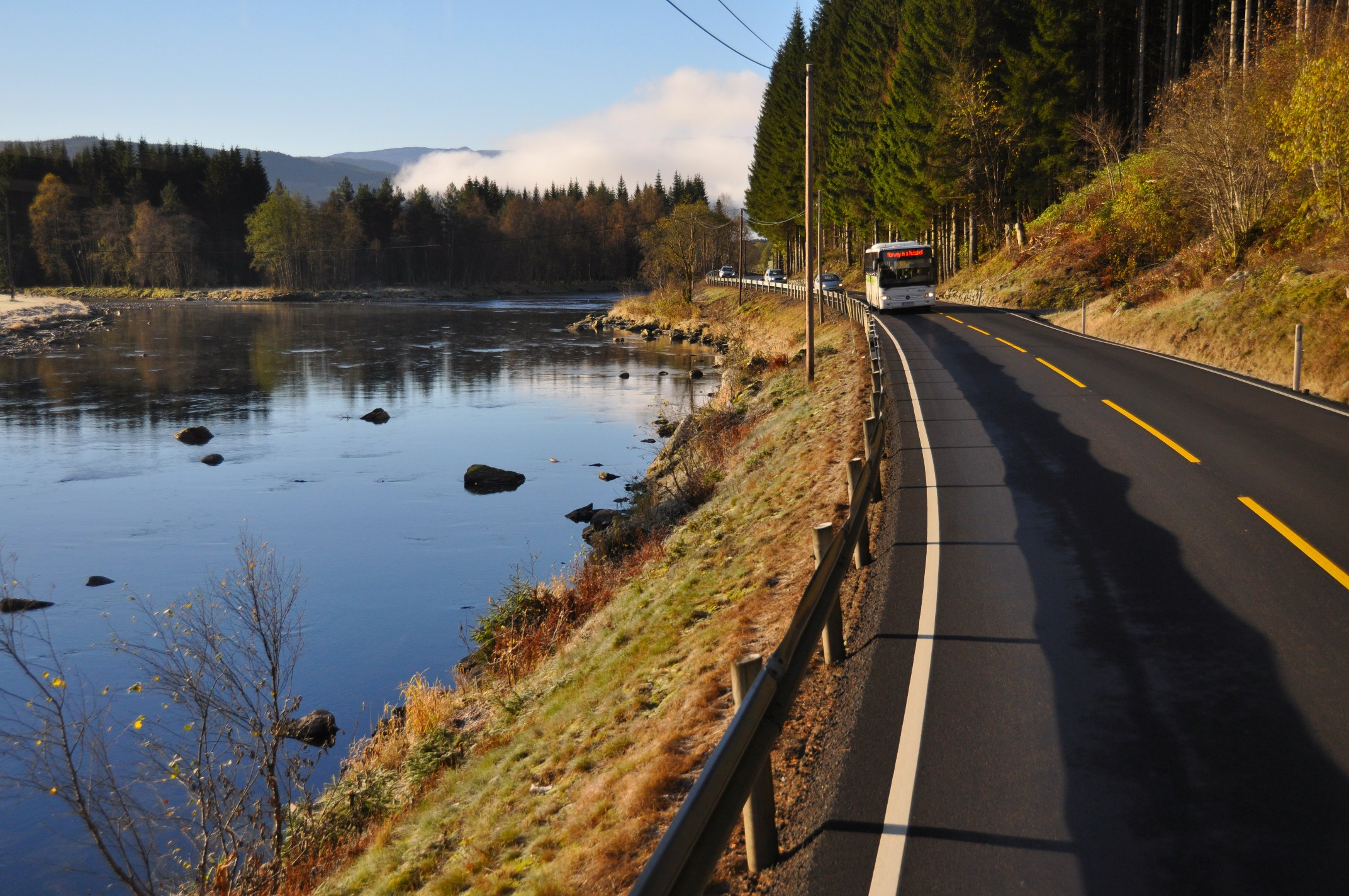